# Мышков (село)
Мышков (укр. Мишків) — село в Бильче-Золотецкой сельской общине Чортковского района Тернопольской области Украины.
До 2020 года входило в Залещицкий район.
Код КОАТУУ — 6122085901. Население по переписи 2001 года составляло 539 человек.

## Географическое положение
Село Мышков находится на правом берегу реки Серет,
выше по течению на расстоянии в 6 км расположено село Шиповцы,
ниже по течению на расстоянии в 1,5 км расположено село Бильче-Золотое,
на противоположном берегу — село Мушкаров.

## История
- 1495 год — дата основания.

## Объекты социальной сферы
- Школа I—II ст.
- Клуб.
- Дом культуры.
- Фельдшерско-акушерский пункт.

## Достопримечательности
- Братская могила советских воинов
- Католическая церковь Римо-Котолицький костел
- Капличка Божої Матері